# Liste der Monuments historiques in Matignon
Die Liste der Monuments historiques in Matignon führt die Monuments historiques in der französischen Gemeinde Matignon auf.

## Liste der Bauwerke
| Bezeichnung                  | Beschreibung                          | Standort | Kennzeichnung | Schutzstatus | Datum | Bild           |
| ---------------------------- | ------------------------------------- | -------- | ------------- | ------------ | ----- | -------------- |
| Manoir de la Vigne           | Herrenhaus, erbaut im 16. Jahrhundert | (Lage)   | PA00089324    | Inscrit      | 1976  | weitere Bilder |
| Manoir de la Chesnaye-Taniot | Herrenhaus, erbaut im 18. Jahrhundert | (Lage)   | PA00089323    | Inscrit      | 1964  | weitere Bilder |

## Liste der Objekte

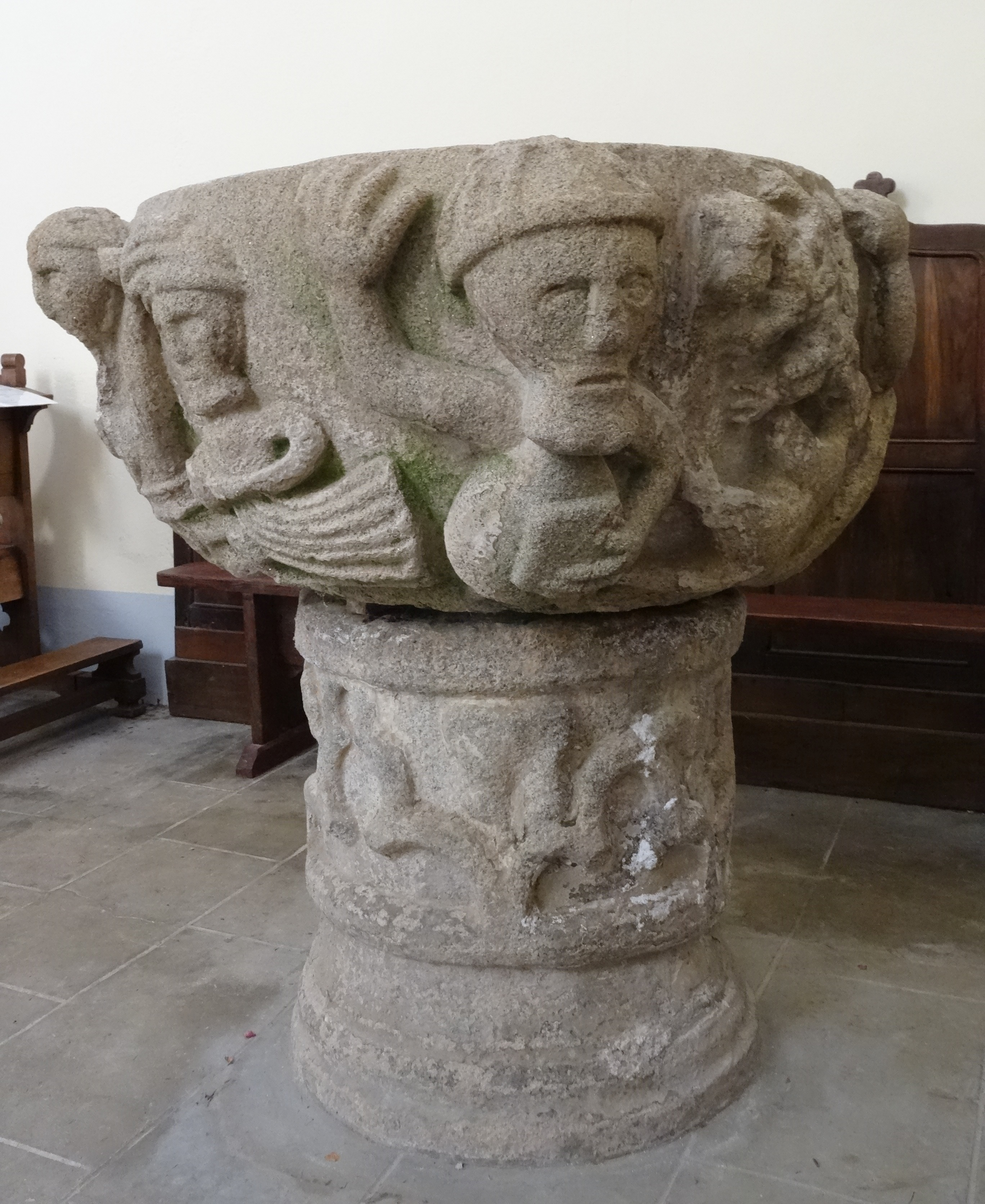
Weihwasserbecken (13. Jahrhundert) in der Kapelle Saint-Germain de la Mer

- Monuments historiques (Objekte) in Matignon in der Base Palissy des französischen Kultusministeriums